# Condado de Clay (Tennessee)
O Condado de Clay é um dos 95 condados do Estado americano do Tennessee. A sede do condado é Celina, e sua maior cidade é Celina. O condado possui uma área de 671 km² (dos quais 60 km² estão cobertos por água), uma população de 7 976 habitantes, e uma densidade populacional de 13 hab/km² (segundo o censo nacional de 2000). O condado foi fundado em 1870.